# Aaron Aaronsohn
Aaron Aaronsohn (hebrejsky אהרון אהרנסון‎; 21. května 1876, Bacău – 15. května 1919, nad Lamanšským průlivem) byl sionistický představitel, vědec a jeden ze zakladatelů a vůdců židovské špionážní sítě Nili, založené v roce 1915 v Palestině za účelem podpory Spojeného království v boji proti Osmanské říši během první světové války. Na vědeckém poli se mu dostalo světového věhlasu díky jeho objevu divoké pšenice.
Špionážní skupina, kterou kolem sebe zformoval, dokázala shromáždit rozsáhlé množství zpravodajských informací o rozmístění tureckých vojsk, politické a ekonomické situaci v zemi a mnohé další. Ty posléze zásadně přispěly k britskému vojenskému vítězství nad Osmanskou říší. Uznání se však skupině dostalo až o desítky let později. Toho se ovšem Aaronsohn nedožil, jelikož zahynul v kvěnu 1919 při leteckém neštěstí nad Lamanšským průlivem, když cestoval na Pařížskou mírovou konferenci.

## Biografie
Narodil se v Bacău v Rumunském knížectví, což byla autonomní oblast Osmanské říše. V šesti letech se svými rodiči Efrajimem a Malkou přesídlil do Palestiny v Osmanské říši, kde se jeho otec stal jedním ze zakladatelů osady Zichron Ja'akov. Zde se narodilo jeho pět sourozenců: bratři Alex, Cvi a Šmu'el a sestry Sára a Rivka.

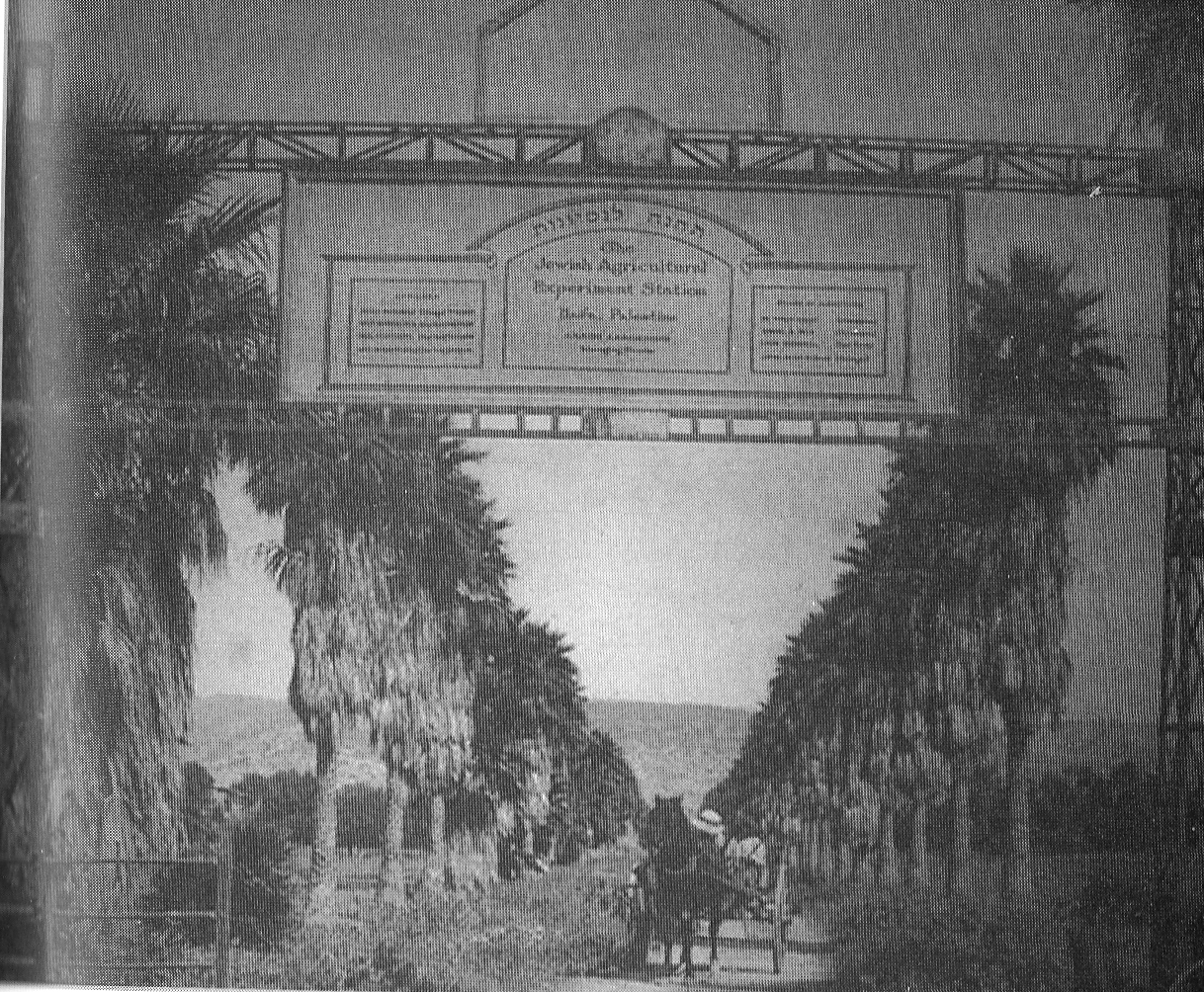
Zemědělská experimentální stanice v Atlitu

Po dokončení studií zemědělství ve Francii, které mu financoval baron Edmond James de Rothschild, Aaronsohn botanicky zmapoval Palestinu a její okolí, a stal se předním odborníkem na tuto problematiku. V roce 1906 se mu během výpravy na horu Hermon podařilo objevit divokou pšenici, díky čemuž se mu dostalo celosvětového věhlasu a uznání ve vědeckém světě. Zároveň v důsledku toho získal přístup k nejvyšším představitelům Osmanské říše. V průběhu cesty po Spojených státech, kterou v letech 1909 až 1910 uskutečnil na pozvání amerického ministerstva zemědělství, se mu podařilo zajistit finanční podporu pro výstavbu židovské zemědělské experimentální stanice, kterou založil v Atlitu.
V roce 1911 se seznámil s mladým Avšalomem Feinbergem, který se stal jeho blízkým přítelem, zástupcem a posléze vedoucím pobočky atlitské experimentální stanice v Chadeře. Po vypuknutí první světové války začalo být po nějaké době zřejmé, že Spojenci nevědí, co se v Osmanské říši (ve válce stála na straně Německa) děje. Aaronsohn se proto s Feinbergem rozhodl založit špionážní síť, která by pro britské válečné účely shromažďovala zpravodajské informace. Napomohla tomu také invaze sarančat všežravých, která decimovala turecké zemědělství. Aaronsohn byl coby přední agronom pověřen Džamalem Pašou, jedním z vládců Osmanské říše a velitelem Čtvrté armády, bojem s tímto hmyzem. Díky tomu se dostal do úzkého kontaktu s nejvyššími vojenskými a civilními představiteli Palestiny, Libanonu a Sýrie, ale mohl tak i strategicky rozmisťovat členy skupiny po celé Palestině pod záminkou boje se sarančaty.

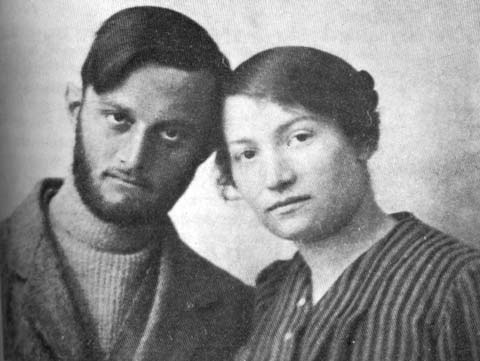
Avšalom Feinberg a Sára Aaronsohnová, leden 1916

Členové skupiny se zprvu neúspěšně pokoušeli navázat kontakt s britskou zpravodajskou službou v Egyptě, což se nakonec podařilo Feinbergovi. Spojení ale bylo záhy ztraceno. Během následujících pokusů se z Istanbulu vrátila Aaronsohnova sestra Sára, která byla cestou svědkem turecké genocidy Arménů a obávala se, aby stejný osud nepotkal také palestinské Židy. Od té doby se aktivně zapojovala do činnosti špionážní skupiny, v níž získávala stále vyšší postavení. Když pokusy o navázání kontaktu s Brity opakovaně selhávaly, rozhodl se Aaronsohn zhostit tohoto úkolu sám a pod záminkou opustil zemi. V následujících měsících, kdy o něm neměli členové skupiny, aktivně shromažďující zpravodajské informace, žádné zprávy, se mu podařilo komplikovanou cestou přes Londýn dostat do Egypta. Když si Britové na egyptském velitelství konečně uvědomili význam jeho znalostí, okamžitě nařídili obnovit kontakt s atlitskou skupinou. Kvůli rozbouřenému moři se to však nepodařilo, a v tu dobu již zoufalý Feinberg se spolu s kolegou vypravili přes Sinajskou poušť do Egypta. Cestou ale byli přepadeni skupinou Beduínů, a při přestřelce Feinberg zahynul.

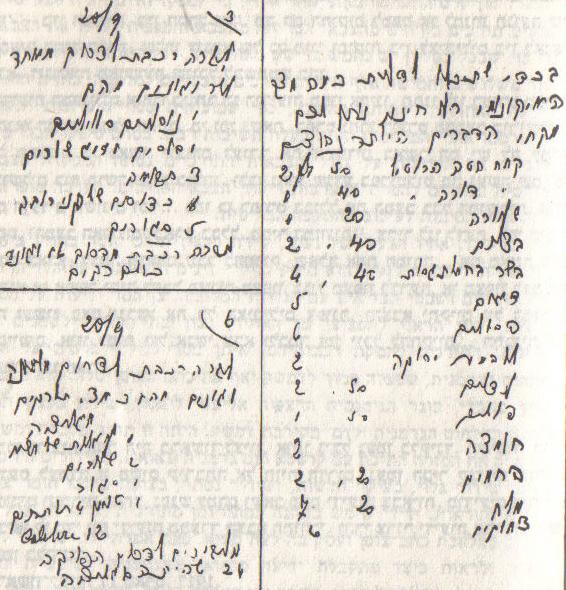
Zpravodajské informace zaznamenané členem Nili z Afuly, Aaronsohnovým bratrancem Davidem Sokolovicem, obsahující mimo jiné údaje o železničních spojích a jejich nákladu

Po obnovení kontaktu Aaronsohn setrval v Egyptě, kde se v britském generálním štábu zásadním způsobem podílel na přípravě britské vojenské ofenzivy v Palestině, zatímco jeho sestra Sára vedla skupinu v Palestině. V té době vznikl název skupiny – Nili, který je akronymem biblického verše נצח ישראל לא ישקר‎ (Necach Jisra'el lo ješaker, v ekumenickém překladu „Věčný Bůh Izraele neklame“, 1Sam 15:29). Mezi únorem a říjnem 1917 k břehům Atlitu v noci připlouvala loď Monegan, aby od skupiny přebírala shromážděné informace a předávala jí dopisy, noviny, instrukce, peníze a zlato. Komunikace byla posléze doplněna o využívání poštovních holubů. Ti však ne vždy nalezli cestu do britského vojenského tábora na Sinaji, kam měli doletět. Počátkem září 1917 jeden z holubů usedl v holubníku policejního velitele v Caesareji, díky čemuž se Turci zmocnili šifrované zprávy, jež nesl. Zároveň v té době Turci zatkli jednoho člena Nili, z něhož lstí a za použití drog získali informace o skupině a jejích aktivitách. Následně spustili rozsáhlé pátrání s cílem dopadnout skupinu špionů. Dne 2. října obklíčili Zichron Ja'akov a zatkli Sáru Aaronsohnovou a postupně i zbývající členy Nili v Palestině, jimž se nepodařilo utéct či ukrýt. Následně je mučili, aby vyzradili své spolupracovníky. Aaronsohnová však vzala všechnu vinu na sebe a odmítala cokoliv prozradit. Po třech dnech krutého mučení se nechala stráží pod záminkou převlečení zkrvaveného oblečení odvést do svého domu, kde se ukrytou zbraní pokusila spáchat sebevraždu. Smrt však nebyla okamžitá a v bolestech zemřela až o čtyři dny později 9. října 1917. Rukou Turků přišli o život také další dva členové skupiny – Na'aman Belkind a Josef Lišanski, kteří byli 16. prosince 1917 popraveni v Damašku, a to pouhý den předtím, než Britové dobyli Jeruzalém. Ostatní věznění členové Nili byli nakonec buď propuštěni či osvobozeni po britské invazi.
Díky klíčovým zpravodajským informacím od Nili provedla britská armáda pod vedením generála Edmunda Allenbyho překvapující útok na Beerševu a posléze dobyla Jeruzalém i celou Palestinu. Aaronsohn po skončení první světové války spolupracoval s Chajimem Weizmannem. V roce 1919 se měl zúčastnit Pařížské mírové konference, avšak jeho letadlo se na cestě z Londýna zřítilo nad Lamanšským průlivem a on při neštěstí zahynul.
Aaronsohn se nikdy neoženil, ani neměl děti. Jeho výzkum o flóře Palestiny a Zajordánska, jakož i jeho badatelské deníky, byly vydány posmrtně.

## Dílo
- Agricultural and botanical explorations in Palestine, 1910
- Reliquiae Aaronsohnianae, 1940